# Carepalxis tricuspidata
Carepalxis tricuspidata är en spindelart som beskrevs av Pater Chrysanthus 1961. Carepalxis tricuspidata ingår i släktet Carepalxis och familjen hjulspindlar. Inga underarter finns listade.